# Willem Knip
Wilhelm Alexander Knip (Amsterdam, 31 januari 1883 – Blaricum, 28 oktober 1967) was een Nederlands schilder en tekenaar. Hij wordt ook vermeld als Willem Alexander Knip en signeerde zijn werk als W.A. Knip.

## Leven en werk
Knip was een zoon van de uit Baden afkomstige zwemleraar Wilhelm Alexander Knip en de Amsterdamse Christina Jacoba Schultz. Hij werd opgeleid aan de Kunstnijverheidsschool Quellinus (1897-1900) bij Jan Visser jr. en de Kunstnijverheidsschool in Haarlem bij Chris Lebeau. In 1901-1902 studeerde hij aan een particuliere academie in Parijs. Hij gaf later zelf les aan Adri en Gretha Pieck en J.R.T. Philippi.
Hij vestigde zich in 1905 in het schildersdorp Laren en woonde en werkte in de jaren 20 enige tijd in Frankrijk, Italië en Spanje. Vanaf 1934 woonde hij in Blaricum. Knip wordt gezien als een van de grotere schilders van de Larense School. Hij schilderde, aquarelleerde en tekende met pastelkrijt vooral haven- en stadsgezichten en landschappen. Hij was lid van Arti et Amicitiae, de Kunstenaarsvereniging Sint Lucas en de Gooische Schildersvereniging. Hij exposeerde meerdere malen en won de Sint-Lucasprijs (1942) en de Arti-medaille (1953). Zijn werk is opgenomen in de collecties van onder meer het Van Abbemuseum en het Singer Museum.
Knip overleed in Blaricum, op 84-jarige leeftijd.
- Biografisch Portaal: 42118678
- RKD-Nederlands Instituut voor Kunstgeschiedenis: 45078
- Union List of Artist Names: 500025912
- Virtual International Authority File: 95841483